# Tiffany Trumpová
Tiffany Ariana Trumpová, rodným jménem Tiffany Ariana Trump, (* 13. října 1993 West Palm Beach, Florida) je americká internetová osobnost a dcera 45. a 47. prezidenta Spojených států Donalda Trumpa a jeho druhé manželky Marly Maplesové.

## Mládí a vzdělání
Narodila se roku 1993 v Lékařském středisku svaté Marie (St. Mary's Medical Center) floridského West Palm Beach, jakožto jediný potomek Marly Maplesové a Donalda Trumpa. Rodiče ji pojmenovali podle amerického klenotnictví Tiffany & Company. Odkup vzdušných práv nad newyorským obchodem klenotnictví Trumpovi v 80. letech dvacátého století umožnil postavit mrakodrap Trump Tower na Páté Avenue. Polovičními bratry jsou Donald mladší, Eric a Barron William, starší poloviční sestrou pak Ivanka Trumpová. Sourozenci mají společného otce. Vychována byla v matčině péči v Kalifornii, kde žila do ukončení středoškolské docházky.
Základní a středoškolské vzdělání získala na soukromé Viewpoint School v přímořském Calabasasu, ležícím na území losangeleského okresu. Následně pokračovala studiem Pensylvánské univerzity, kterou absolvovala v roce 2016 hlavními obory sociologie a urban studies (městská studia).

## Kariéra
V roce 2014, stále během pensylvánského univerzitního studia, vydala hudební singl nazvaný „Like a Bird“. Oprah Winfreyové později sdělila, že se jednalo o zkoušku, zdali by mohla hudební kariéru posunout „na vyšší, profesionální úroveň“.
Stala se také asistentkou módního časopisu Vogue. V roce 2016 pózovala jako modelka na přehlídce Andrewa Warrena během Newyorského týdne módy.

## Soukromý život
K roku 2017 byla registrovanou voličkou v unijních státech New York a Pensylvánie, jako členka Republikánské strany. V průběhu amerických prezidentských voleb 2016 se připojila k otci a dalším členům rodiny vystoupeními v předvolební kampani. Donalda Trumpa, ucházejícího se o republikánskou nominaci, podpořila také na červencovém Republikánském národním sjezdu, když hovořila během druhého večera konventu. Při projevu se snažila řeč odlehčit odkazem na nezkušenost v situaci, do níž ji okolnosti přivedly: „Omluvte mě prosím, že jsem trochu nervózní. Když jsem před několika měsíci promovala na univerzitě, nikdy bych nečekala, že dnes budu z tohoto místa promlouvat k národu. Zažila jsem pár vystoupení ve třídě před spolužáky, ale nikdy v aréně před 10 miliony sledujících lidí.“
Trumpová je aktivní přispěvatelkou na Instagramu, kde měla ke konci 2017 roku 945 000 sledujících (followerů). Její příspěvky často obsahují fotografie dalších dědiců známých rodin, např. Kennedyů. S nimi se řadí do skupiny, jejíž uveřejněné snímky rediguje Andrew Warren, a kterou deník New York Post nazval „rich kids of Instagram“ (bohaté děti Instagramu) či periodikum The New York Times ji označilo za „Snap Pack“ (momentkovou smečku).
Během dovolené v Řecku se v roce 2018 seznámila s americko-libanonským podnikatelem Michaelem Boulosem. Vzali se v listopadu 2022 na Floridě. V říjnu 2024 oznámili, že očekávají narození první potomka.